# Шахтёрское (Днепропетровская область)
Шахтёрское (укр. Шахтарське, до 2024 года — Першотра́венск (укр. Першотравенськ)) — город в Днепропетровской области Украины. Входит в Синельниковский район. До 2020 года был городом областного подчинения.

## Географическое положение
Першотравенск расположен в 55 км от города Павлограда, входит в состав Павлоградской агломерации.

## История
25—27 мая 1954 года началось строительство посёлка Шахтёрское. В начале августа 1963 года была введена в строй шахта «Западно-Донбасская № 1» (в 1973 году получившая новое название — «Першотравневая» [Первомайская]).
В январе 1959 года здесь проживало 5100 жителей.
В 1957—1965 гг. была построена шахта «Западно-Донбасская № 2» (ныне шахта «Степная»). 6 мая 1960 года по решению Днепропетровского облисполкома посёлок Шахтерское стал посёлком городского типа Першотравенском. 25 февраля 1966 года указом Президиума Верховного совета УССР населённый пункт получил статус города районного подчинения.
В 1967 году были открыты профессионально-техническое училище № 40 и школа № 2. В 1970 году была введена в эксплуатацию шахта «Западно-Донбасская № 3» (сейчас «Юбилейная») и открыт Дворец культуры шахтёров (на тот момент крупнейшее учреждение культуры в Западном Донбассе).
В 1974 году численность населения города составляла 23,6 тыс. жителей, основой экономики являлась добыча угля; также здесь действовали предприятия пищевой промышленности.
В 1982 году здесь действовали три угольные шахты («Першотравневая», «Степная» и «Юбилейная»), ремонтно-механический завод, консервный завод, дом быта, ПТУ, шесть общеобразовательных школ, музыкальная школа, больница, поликлиника, Дом культуры, 12 библиотек, кинотеатр и клуб.
В январе 1989 года численность населения составляла 28 068 человек, в это время основой экономики города являлись добыча угля, ремонтно-механический завод и консервный завод.
В августе 1989 года по требованию забастовавших шахтеров Президиум Верховного совета УССР предоставил Першотравенску статус города областного подчинения. После этого, с 11 августа 1989 года выходившая в Павлограде городская газета «Западный Донбасс» стала выходить как региональная межгородская газета — «орган Павлоградского и Першотравенского городских Советов народных депутатов».
В сентябре 1993 года находившееся на балансе ПО «Павлоградуголь» ПТУ № 40 было передано в коммунальную собственность города.
В 2004 году были утверждены флаг, герб и гимн города.
3 апреля 2024 года Комитет Верховной рады Украины по вопросам организации государственной власти, местного самоуправления, регионального развития и градостроительства поддержал переименование города в Шахтёрское, однако окончательное переименование должно было состоятся только после успешного голосования в Верховной Раде. 19 сентября 2024 года Верховная Рада поддержала переименование Першотравенска в Шахтёрское. 26 сентября 2024 года переименование вступило в силу.

## Население
По состоянию на начало 2024 года численность населения составляла 27 тысяч человек.
По данным переписи 2001 года, украинцы составляли 60,35 % населения города, русские — 35,96 %, белорусы — 1,25 %.

### Языковой состав
Родной язык населения по данным переписи 2001 года:
| Язык       | Численность, чел. | Доля     |
| ---------- | ----------------- | -------- |
| Украинский | 11 812            | 40,21 %  |
| Русский    | 17 299            | 58,89 %  |
| Другое     | 263               | 0,90 %   |
| Итого      | 29 374            | 100,00 % |

Украинский язык является единственным официальным языком Шахтёрского.
По данным Государственной службы статистики Украины в 2024/25 учебном году все 304 080 учащихся в учреждениях общего среднего образования в Днепропетровской области обучались в украиноязычных классах.

## Экономика
С августа 1963 года (когда в эксплуатацию была введена первая шахта), добыча угля является основой экономики города.
В настоящее время действуют 2 шахты — «Степная» и «Юбилейная», которые являются подразделениями ДТЭК «Павлоградуголь» и объединены в одно шахтоуправление. На них добывают уголь энергетических марок, который используется в качестве топлива для тепловых электростанций и иных объектов. Шахта «Першотравневая» закрыта, а её неотработанные запасы переданы шахте «Юбилейная».
В 2017 году шахтоуправление добывало в среднем по 10 900 тонн угля в сутки.
Население города работает также на других шахтах ДТЭК «Павлоградуголь» и его подразделениях. В связи горно-шахтной специализацией города стоит проблема трудоустройства женского населения.

## Транспорт
Находится в 6 км от ближайшей железнодорожной станции Николаевка-Донецкая Приднепровской железной дороги. Расстояние до областного центра составляет 123 км и проходит европейским маршрутом E50, который совпадает с автодорогой М04. Поддерживается автобусное сообщение с Днепром, Павлоградом, Петропавловкой, Покровском.

## Торговля
В 2017 году в городе был открыт ТРЦ «Терикон», который является единственным современным торгово-развлекательны комплексом. Также в городе работают 2 крупных продуктовых супермаркета АТБ и Varus. Из сетевой розницы представлены магазины PROSTOR, магазины по продаже электроники «Алло», «Жжук», «F5».
Финансовые структуры представлены отделениями 5 банков: «ПриватБанк», «УкрСибБанк», ПУМБ, «UniCredit Bank» и 2 отделения «Ощадбанка» (одно из которых закрылось в 2017 году). В городе открыты аптеки 6 аптечных сетей — «МедСервис», «Аптека низких цен», «РУАН», «Факультет», «Аптека оптовых цен» и несколько местных аптек на территории городской больницы.
Есть 3 крытых рынка (на базе советских гастрономов «Южный», «Шахтер» и «Автостанция») и три открытых рынка (из которых работают два — «Южный-Продуктовый» и «Южный-промышленный», старый рынок «Центральный» практически не используется). Действуют две службы доставки — «Нова Пошта» и «ИнТайм».

## Образование и культура

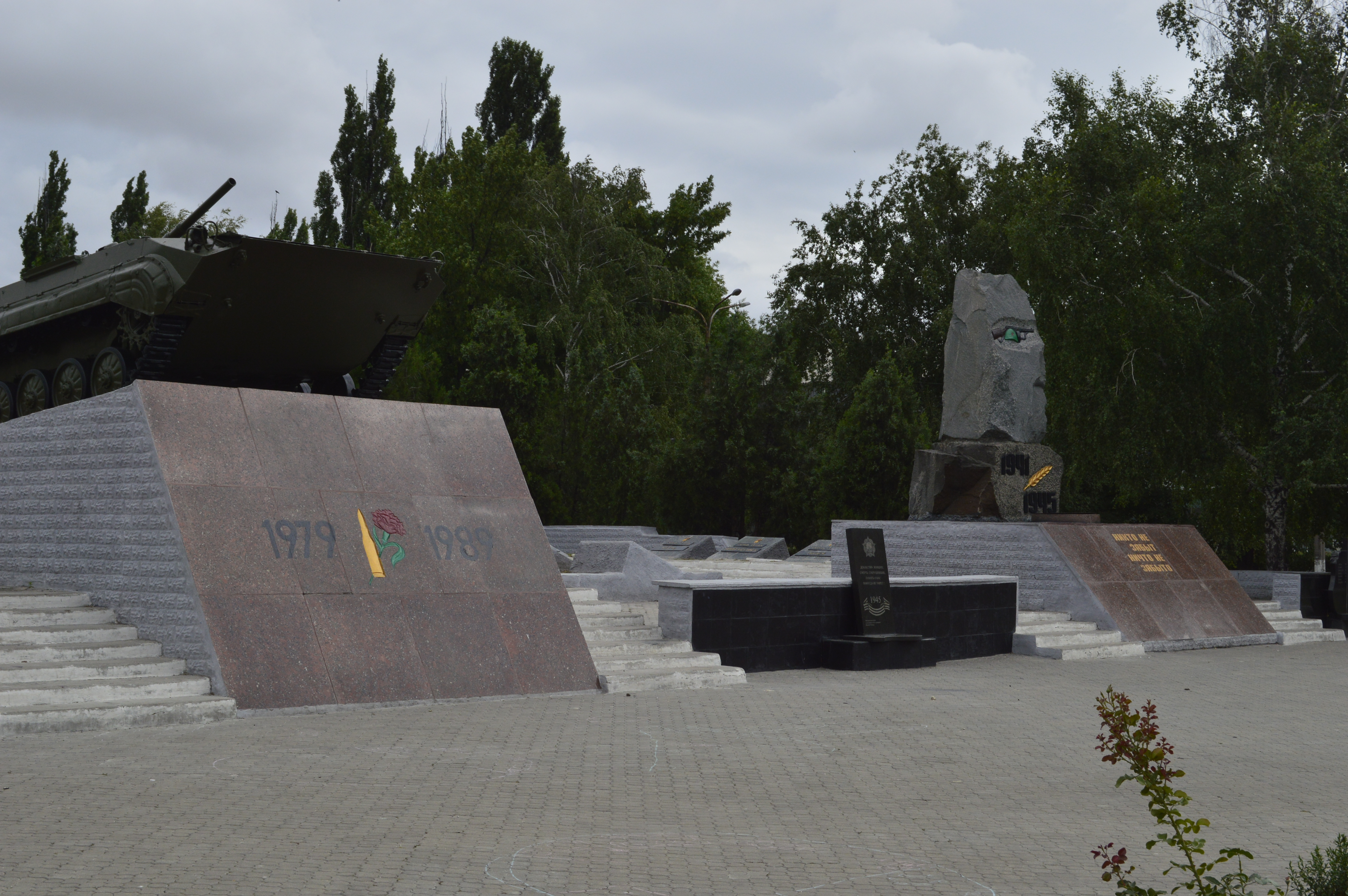
Мемориал Славы

В городе действуют лицей, 6 школ, 7 дошкольных учреждений, 2 дворца культуры, 3 библиотеки, музыкальная школа, дом художественного творчества и спортивный комплекс.
Также действуют городская больница и территориальный центр для обслуживания граждан пожилого возраста.

## Средства массовой информации
В городе работают 2 телеканала («Импульс», «Визит Архивная копия от 29 января 2016 на Wayback Machine»), а также при поддержке городского совета издаётся газета, еженедельник «Першотравенские новости».
Деятельность в сфере продвижения товаров и услуг в регионе осуществляет рекламное агентство «Имидж Архивная копия от 17 августа 2017 на Wayback Machine».

## Религия
Это первый город Восточной Украины, в котором появилась полноценная протестантская церковь, и количество протестантов в городе достигает 2000 человек (согласно отчётам на сентябрь 2014 г.). Также в городе существует религиозная организация «Свидетелей Иеговы». Основная часть населения считает себя православными.
16 января 1991 года по благословению епископа Днепропетровского и Запорожского Глеба (Савина) и стараниями протоиерея Павла Крамаренко община начала свою деятельность. 8 сентября того же года состоялось первое общее собрание прихожан, на котором был избран церковный совет, во главе со старостой Петром Симчуком. Первым настоятелем храма был назначен иерей Андрей Теслюк, который 19 октября 1991 года совершил первую литургию. В апреле 1992 года общине продали здание клуба шахты «Першотравнева» и началось развитие прихода. С 1992 по 1994 года храмовое здание перестроили. Второй настоятель протоиерей Виктор Юрчак продолжил работу по благоустройству Введенского храма. В 1998 году при храме организована воскресная школа четырёхгодичного курса обучения св. апостола и евангелиста Иоанна Богослова. В первом наборе было 104 воспитанника. В декабре 1999 года Введенский храм был торжественно освящён правящим архиереем — архиепископом Днепропетровским и Павлоградским Иринеем.

## Галерея

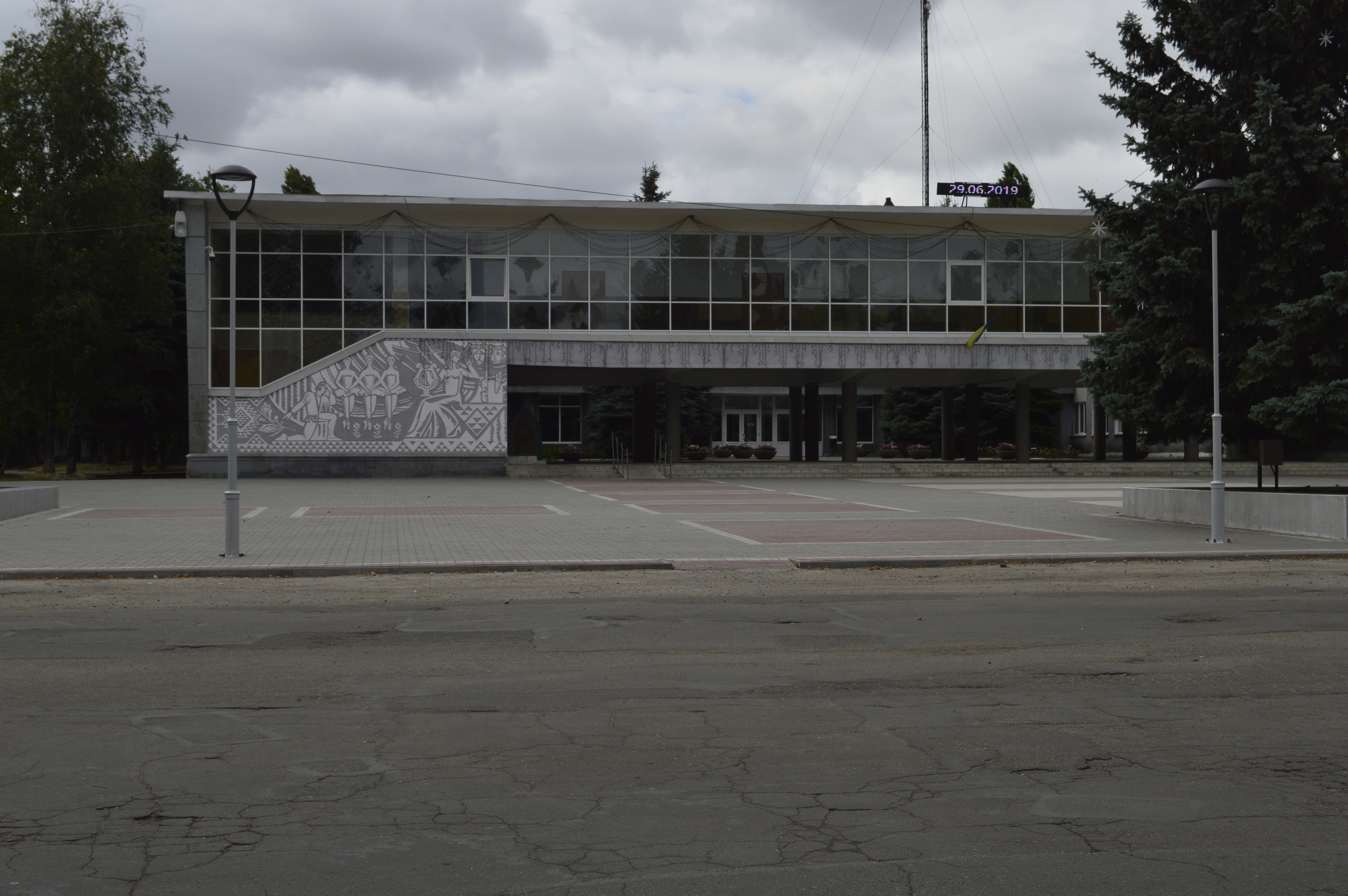
Центральная площадь города и Дом культуры
Памятник Т. Г. Шевченко во дворе городской библиотеки